# 지브롤터 케이블카

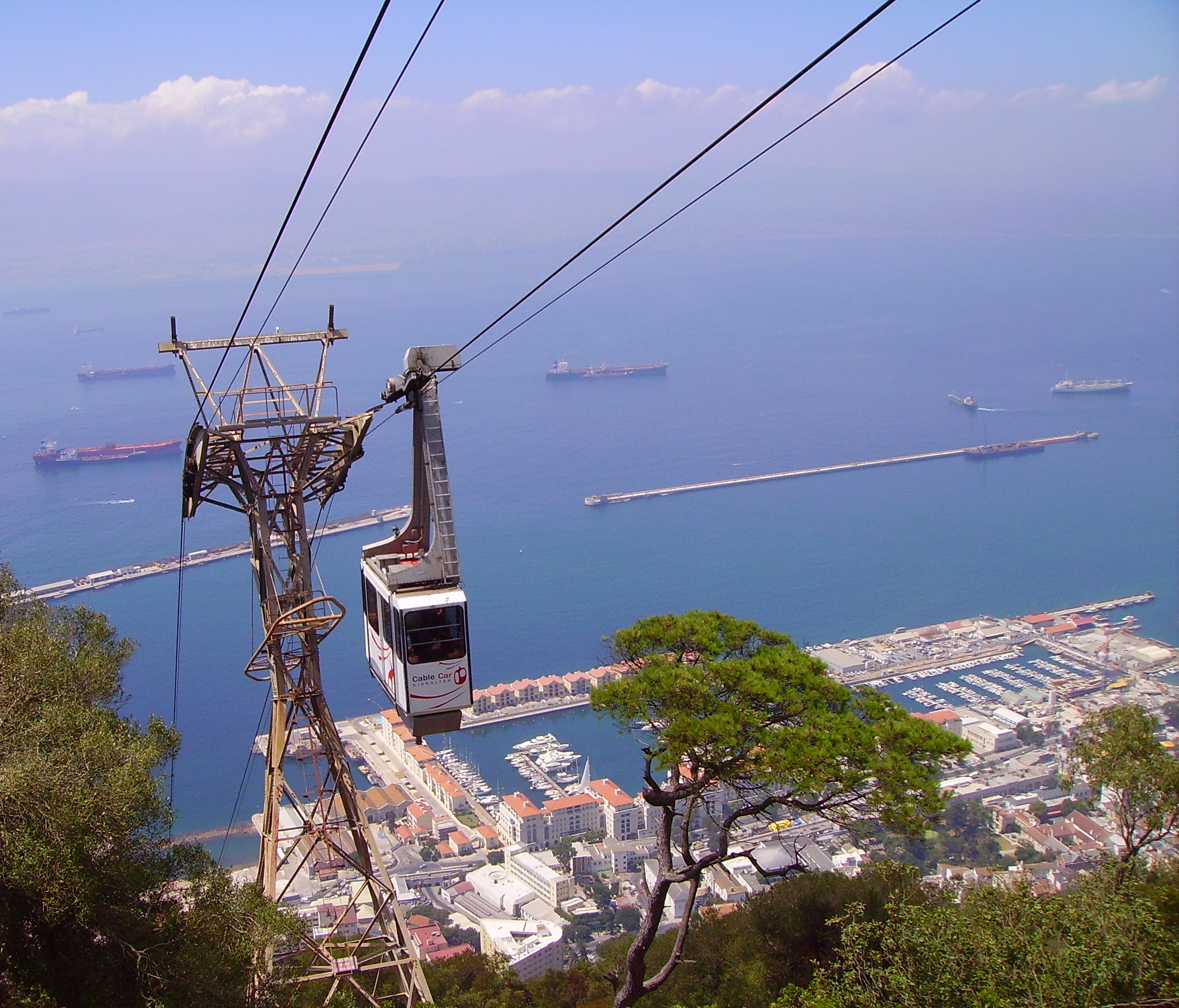
지브롤터 케이블카

지브롤터 케이블카(영어: Gibraltar Cable Car, 스페인어: Teleférico de Gibraltar)는 지브롤터의 삭도이다. 케이블카의 주요 역은 지브롤터 정원 옆 메인 스트리트의 남쪽 끝에 위치하고 있다.
케이블카에 타면 음성 가이드가 지브롤터 조경 역사에 대한 배경을 설명한다.